# Ященко, Александр Семёнович
Алекса́ндр Семёнович Я́щенко (24 февраля [8 марта] 1877, Ставрополь — 10 июня 1934, Берлин) — русский юрист, правовед, философ, библиограф

.

## Ранние годы
Родился в Ставрополе 24 февраля (8 марта) 1877 года. С отличием окончил классическую гимназию в Ставрополе (1895). Поступил в Московский университет: сначала на математический факультет, а впоследствии перешёл на юридический, который окончил в 1900 году. Будучи студентом, посещал литературный салон В. А. Морозовой и был знаком с Ю. Балтрушайтисом, В. Я. Брюсовым, Г. И. Чулковым.
В 1905 году уехал на два года в заграничную командировку — с целью завершения работы над магистерской диссертацией. Помимо научных занятий писал заметки для либеральных изданий «Век» и «Русские ведомости». Вернувшись из Парижа, стал приват-доцентом Московского университета: читал лекции (1907—1908), а в декабре 1908 года защитил магистерскую диссертацию в области международного права — «Международный федерализм. Идея юридической организации человечества в политических учениях до конца XVII века» С 1909 года Ященко был приват-доцентом, а затем экстраординарным профессором кафедры энциклопедии и философии права Юрьевского университета, сочетая преподавательскую деятельность с написанием докторской диссертации «Теория федерализма. Опыт синтетической теории права и государства». Защита этой научной работы состоялась позднее, 1 февраля 1913 года, в Московском университете.
С 1911 по 1917 годы А. С. Ященко преподавал на кафедре энциклопедии и истории права Петербургского университета, будучи приват-доцентом и экстраординарным профессором юридического факультета. Свободное время он нередко проводил в кругу друзей — известных деятелей литературы и искусства, в числе которых были писатели А. Н. Толстой и Ф. К. Сологуб, поэт А. А. Блок, актриса Л. Б. Яворская (Барятинская) и другие. В 1917 году входил в число литераторов и философов, объединённых московским журналом «Народоправство».
Подготовил обширный труд «Русская библиография по философии и религии с начала письменности и до наших дней», фрагмент которого опубликован в «Учёных записках Императорского Юрьевского университета» (1915).
В 1917—1918 годах — ординарный профессор по кафедре международного права в Пермском университете.

## Эмиграция
Весной 1919 года в качестве эксперта по международному праву в составе первой советской делегации выехал в Берлин, откуда отказался возвращаться в Советскую Россию, став одним из первых «невозвращенцев». В Берлине сблизился с В. Б. Станкевичем и в его журнале «Жизнь» публиковал статьи общественно-политической направленности. Также печатался в выходивших под редакцией Б. С. Оречкина газете «Голос России» и журнале «Русский эмигрант».
В 1921 году начал издавать в Берлине журнал «Русская книга» (с 1922 года — «Новая русская книга»); в журнале печатались сведения о русской и заграничной издательской и литературной деятельности.
Был активным участником образованного в Берлине «Дома искусств» (1921). Сотрудничал в просоветской сменовеховской газете «Накануне», редактировал её приложение «Иностранная жизнь». Также работал в немецком издательстве «Taurus», где готовил к изданию двуязычные словари.

## Литва
С осени 1924 года, назначенный ординарным профессором юридического факультета Литовского университета в Каунасе и заведующим кафедрой международного права, поселился в Литве. В литовском университете читал курсы международного права, международного частного права и международного экономического права. В 1926—1927 годах опубликовал несколько статей, комментирующих торговые соглашения Литвы, в правительственной газете «Lietuva» («Литва»). Статьи по международным отношениям помещал в журнале „Vairas“ («Руль», 1929—1930). Издал на литовском языке несколько работ по международному праву. В 1932 году встречался в Берлине с А. Н. Толстым.

## Сочинения
- Социализм и интернационализм. — М.: С. Скирмунт, 1907. — [8], 187 с. — (Дешевая библиотека. Серия научно-социалистическая; № 14).
- Ященко А. С. Международный федерализм. Идея юридической организации человечества в политических учениях до конца XVII века. — М., 1908. (Магистерская диссертация)
- Новая теория государственного права. — СПб.: Сенат. тип., 1911. — 32 с.
- Ященко А. С. Теория федерализма. Опыт синтетической теории права и государства. — Юрьев, 1912. (диссертация)
- Политические учения в Англии в XVIII веке и в начале XIX век. — М., 1912. — 106 с.
- Философия права Соловьева. — СПб.: Сенат. тип., 1912. — 43 с.
- Роль России в сближении Востока и Запада : Докл., прочит. на Всемир. конгрессе рас в Лондоне 26 июля 1911 г. / Проф. А. С. Ященко. — Казань : Центр. тип., 1912. — 25 с.
- Граф Л. А. Камаровский : Жизнь и науч. работа / Проф. А. С. Ященко. (Юрьев). — Санкт-Петербург : тип. В. Ф. Киршбаума, 1913. — [2], 18 с.
- Русская библиография по истории древней философии. — Юрьев: тип. К. Маттисена, 1915. — IV, 126 с.
- Русские интересы в Малой Азии — Москва : т-во тип. А. И. Мамонтова, 1916. — 54 с.
- Что такое федеративная республика и желательна ли она для России? / Проф. А. Ященко; Моск. просвет. комис. при Времен. ком. Гос. думы. — М.: тип. т-ва Рябушинских, 1917. — 31 с.
- Философия права Владимира Соловьева. Теория федерализма. Опыт синтетической теории права и государства / А. С. Ященко; Вступ. ст., коммент. и сост.: А. П. Альбов. — Санкт-Петербург : Санкт-Петербургский ун-т МВД России: Алетейя, 1999. — 252, [2] с. — (Серия «Классики русской философии права» / МВД России. Санкт-Петербургский университет). — ISBN 5-89329-153-0